# Kimberly Cheatle
Kimberly A. Cheatle (15 augustus 1972) is een Amerikaans topambtenaar. Van 17 september 2022 tot en met 23 juli 2024 was Cheatle de 27e directeur van de United States Secret Service. Van 2019 tot 2022 was ze hoofd veiligheid bij PepsiCo, waar ze verantwoordelijk was voor het aansturen en implementeren van beveiligingsprotocollen voor de vestigingen van het bedrijf in Noord-Amerika. Voordien gaf ze gedurende 27 jaar binnen de geheime dienst leiding aan onder meer het Office of Protective Operations, het Atlanta Field Office, het Office of Training, het James J. Rowley Training Center en het Office of Strategic Planning and Policy.
Kimberly Cheatle was ten tijde van de moordaanslag op Donald Trump directeur van de United States Secret Service. Ze kreeg veel kritiek vanwege het optreden van de Secret Service, en moest zich op 22 juli 2024 verantwoorden tijdens een hoorzitting in het Huis van Afgevaardigden. Een dag later diende ze haar ontslag in.
- Gemeinsame Normdatei: 1336627077
- Virtual International Authority File: 2616172196299106700001